# 志村貞廉
志村 貞廉（しむら さだかね、生没年不詳）は、幕末の旗本、役人。八王子千人同心9人の千人頭の一家。八王子千人隊解体後、徳川宗家に従って駿府藩に移り、後に東京にて大蔵省に勤務した。『志村貞廉日記』を残している。

## 略歴
八王子千人同心の9家の千人頭のうちの一家、千人頭となる。
慶応4年(1868年)3月、戊辰戦争において官軍の板垣退助（旧武田家重臣板垣信方の末裔）が迫ると降伏し、慶応4年6月（1868年）に八王子千人隊は解体した。同月、貞廉は組頭の村松丈之進に家族を託して、単身で駿府の小島町（現・静岡市清水区小島町）に移住した。当時は物価が高騰しており、同地の住宅には風呂もなく苦労したようである。
明治2年（1869年）2月10日に駿府へ赴いた家族と合流した。残っている書簡にて学問の必要性を記している。長男・太郎は沼津兵学校へ進学した。
明治11年（1878年）に上京して大蔵省に勤めた。後キリスト教に改宗した。

## 八王子千人隊解散時の移住者リスト
移住者は上荻原頼母、上窪田助之丞、中村左京、志村源一郎、山本弥左衛門、石坂弥次右衛門(石坂鈴之助)、下荻原新之助、原半左衛門、(楠重次郎、辻幸蔵、大沢勝兵衛)11名とある。

## その他
長篠合戦図の屏風にて山県昌景の首を持ち帰った志村又左衛門の子孫にあたる。